# SN 1999el
SN 1999el – supernowa typu IIn odkryta 20 października 1999 roku w galaktyce NGC 6951. Jej maksymalna jasność wynosiła 14,90m.